# 国文学研究資料館
国文学研究資料館（こくぶんがくけんきゅうしりょうかん、英: National Institute of Japanese Literature、略称：NIJL（））は、東京都立川市にある大学共同利用機関。大学共同利用機関法人人間文化研究機構を構成する6機関のうちの1つ。国立大学法人総合研究大学院大学文化科学研究科日本文学研究専攻が設置されている。本稿では2004年に国文学研究資料館の附置組織から内部組織に統合された「史料館」（文部省史料館・国立史料館）についても併せて述べる。

## 史料館の沿革
- 1947年 - 文部省科学教育局人文科学研究課が近世以降の古文書収集事業に着手。
- 1949年 - 野村兼太郎らが国会に「国立史料館設置に関する請願」を提出し、採択される。古文書収集事業が文部省大学学術局学術課に所管変更となる。「文部省史料館」の設置が決定。同館設置場所として東京都品川区豊町（同地は戸越銀座界隈）の旧三井文庫の建物を購入[2]。
- 1951年 - 旧三井文庫の敷地[3]を購入。同年5月、昭和26年文部省令第10号に基づき、「わが国の史料のうち、主として近世の史料の調査研究、収集、整理、保存を行い、利用に供する」ことを目的として「文部省史料館」を創設。
- 1962年 - 渋沢青渕記念財団竜門社より日本実業史博物館設立準備室旧蔵資料をはじめとする渋沢敬三収集諸資料（渋沢コレクション）を受贈。
- 1966年 - 館長職を置く。
- 1967年 - 文部省大学学術局情報図書館課へ所管変更。
- 1972年5月 - 敷地内に国立国文学研究資料館が創設され、「国文学研究資料館史料館」に改称・改組。「文部省史料館」の名称を廃止し、「史料館」と称する（通称「国立史料館」）。館内に「情報閲覧室」を設置。
- 1987年 - 公文書館法制定。館の活動が近世以降の古文書収集事業から、近世より近現代にいたる記録史料（アーカイブズ）全般の管理（整理・保存・利用）へと移行。
- 1988年 - 史料管理学研修会開始。
- 1991年 -「史料館」設置40周年記念祝賀会。
- 2001年 -「史料館」設置50周年記念祝賀会。
- 2004年 - 大学共同利用機関法人人間文化研究機構設立。「国立国文学研究資料館史料館」は改組され、「大学共同利用機関法人人間文化研究機構国文学研究資料館」（日本文学部門・歴史部門）設立。「史料館」は国文学研究資料館のアーカイブズ研究系（現在は研究部）として統合され、独立した機関としては廃止となる。
- 2008年3月 - 東京都立川市に移転。跡地は品川区が取得し文庫の森として2013年2月開園。

## 国文学研究資料館の沿革
- 1966年 - 日本学術会議が国語・国文学研究資料センターの設置を政府に勧告。
- 1970年 - 学術審議会が国文学研究資料センターの緊急設置を文部大臣に報告。
- 1972年5月 - 文部省史料館の敷地内に国立国文学研究資料館創設。「国立国文学研究資料館史料館」（それぞれ通称「国文学研究資料館」・「国立史料館」）と称した。
- 2003年 - 国立総合研究大学院大学文化科学研究科日本文学研究専攻設立。大学院後期課程学生受け入れ開始。
- 2004年 - 大学共同利用機関法人として人間文化研究機構設立。「国立国文学研究資料館史料館」から「大学共同利用機関法人人間文化研究機構国文学研究資料館」（日本文学部門・歴史部門）となる。法人化に伴い館内組織を改組。
- 2007年10月 - 移転に伴い資料利用サービス休止。
- 2008年3月 - 東京都立川市に移転。
- 2008年4月 - 資料利用サービス再開。
  - 1972年の設立以来、史料館の建物と同一敷地内に存在し、併せて「国文学研究資料館史料館」と称した。事実上国文学研究資料館が文部省史料館を組み入れた形になっていたものの、国文学研究資料館と史料館は設置の根拠法令が異なり、機関としては別であった。史料館と国文学研究資料館の建物は渡り廊下で繋がっていたが、閲覧室は二つに分かれていた。書庫も分かれていたため史資料管理も統合されずに別個に行われ、同一の書籍を両方で所蔵（つまり同一の書籍を館内で重複して所蔵）するなどしていた。研究者の所属や事務もそれぞれに分かれていた。2004年の法人化の際に研究者の所属と事務は統合されたものの、史資料管理や閲覧室は引き続き分かれたままであった。立川市移転を機に日本文学部門・歴史部門は統合され、所蔵史資料も再編された。歴史部門はアーカイブズ研究系となり、文学資源研究系、文学形成研究系、複合領域研究系、アーカイブズ研究系の4研究系体制となる。
  - 戸越では大半の図書が閉架であったが、立川では開架図書が大幅に増やされた。
- 2009年5月 - 建物の西半分南側に国立極地研究所が入居。
- 2009年10月 - 建物の西半分北側に統計数理研究所が入居。
  - 大会議室等一部の施設は両研究所と共用。
- 2010年4月 - 法人化後に再編された文学資源研究系、文学形成研究系、複合領域研究系、アーカイブズ研究系の4研究系を一本化し研究部となる。文部省史料館に由来し、いわば館の後身に当たるアーカイブズ研究系は名称としては消滅した。このため、歴史系学会からは旧史料館以来蓄積されてきた歴史資料の利用およびそれに関する研究発信への懸念がもたらされている。
- 2018年7月 - 多摩信用金庫と包括連携協定[4]。

## 所蔵史資料
2010年6月、国の重要文化財に指定された「春日懐紙（紙背春日本万葉集）・附中臣祐定書状案（紙背春日本万葉集）」をはじめ、およそ20万点に及ぶ日本文学の原典資料・貴重古典籍のほか、国文学に関する書籍、専門雑誌、更に絵画資料等を多数所蔵している。また日本実業史博物館設立準備室旧蔵資料をはじめとする渋沢敬三収集諸資料（渋沢コレクション）、真田家・津軽家・蜂須賀家などの旧大名家・旧華族家文書、山鹿文庫（山鹿素行の自筆草稿類・所蔵本（一部重要文化財））、愛知県・群馬県庁文書および市町村役場文書、鈴木荘六・守屋栄夫などの個人文書等、近世から近現代にいたる50万点を超す日本史関連史資料も所蔵している。

## 研究内容
日本文学および関連分野の諸課題に対応した基幹研究、研究プロジェクト及び共同研究を行う。教授・准教授・助教・機関研究員は研究部に所属する。

## 事業内容
日本文学及び関連分野の研究基盤の整備と社会への還元を行う。
- 国内外に所蔵されている日本文学及び関連資料の調査研究と収集、所在・書誌情報の整理・保存・公開。
- 研究成果を社会に還元するための出版活動。
- 日本古典籍総合目録データベース公開（『国書総目録』参照）。
- 通常の図書館同様、資料の閲覧、論文のコピーサービス。
  - 図書館は1階にあり、利用者登録手続きをすれば誰でも利用できる。原則として資料は閲覧のみで、ごく一部の蔵書を除き貸し出しは出来ない。
- 講演会や展示会の開催。 
  - 講演会・展示会ともに誰でも参加・見学できる。展示会は一部の特別展のみ有料。
  - 展示室は1階にある。
- 大学院教育（総合研究大学院大学文化科学研究科日本文学専攻）。
  - 同専攻の大学院生も図書館利用、講演会や展示会の参加・見学はすべて自由。
- アーカイブズ・カレッジ（史料管理学研修会）の開催。
  - アーカイブズ関連専門機関従事者および、「大学院在学中または大学卒業以上の学歴を有する者で、アーカイブズ学に強い関心を持つ者」を対象としている。
- 日本古典籍講習会の開催。
  - 国立国会図書館との共催。主に図書館・文書館職員・古典籍所蔵諸機関職員・アーカイブズ関連専門職従事者を対象としており、参加資格制限あり。
- 日本古典文学学術賞の選考と授与。

## 館長
| 文部省史料館 館長     | 文部省史料館 館長    | 文部省史料館 館長 | 文部省史料館 館長 | 文部省史料館 館長 | 文部省史料館 館長 | 文部省史料館 館長 |
| 代                    | 氏名                 | 在任期間          | 備考              |                   |                   |                   |
| --------------------- | -------------------- | ----------------- | ----------------- | ----------------- | ----------------- | ----------------- |
| 1                     | 小和田武紀           | 1966年 - 1971年   | [ 5 ]             |                   |                   |                   |
| 国文学研究資料館 館長 |                      |                   |                   |                   |                   |                   |
| 代                    | 氏名                 | 在任期間          | 備考              |                   |                   |                   |
| 1                     | 市古貞次             | 1972年 - 1982年   | [ 6 ] [ 7 ]       |                   |                   |                   |
| 2                     | 小山弘志             | 1982年 - 1993年   | [ 8 ]             |                   |                   |                   |
| 3                     | 佐竹昭広             | 1993年 - 1997年   | [ 8 ]             |                   |                   |                   |
| 4                     | 松野陽一             | 1997年 - 2005年   | [ 9 ]             |                   |                   |                   |
| 5                     | 伊井春樹             | 2005年 - 2009年   |                   |                   |                   |                   |
| 6                     | 今西祐一郎           | 2009年 - 2017年   | [ 10 ]            |                   |                   |                   |
| 7                     | ロバート・キャンベル | 2017年 - 2021年   | [ 11 ]            |                   |                   |                   |
| 8                     | 渡部泰明             | 2021年 -          |                   |                   |                   |                   |

## 所在地
- 東京都立川市緑町10番地の3
  - 国立国語研究所が隣接している。
  - 休憩室、専用駐車場あり。
  - 建物周辺は緑地公園として整備されており、誰でも利用できる。

## 交通
- 多摩都市モノレール高松駅から徒歩7分。
- 立川バス立川学術プラザ停留所下車徒歩0分、泉町住宅モノレール本社前停留所・裁判所前停留所・立川市役所停留所下車徒歩3分。